# Paul Esselmann
Paul Esselmann (vollständiger Name Karl Heinrich Paul Esselmann) (* 15. Oktober 1897 in Spradow; † 16. Juli 1981 in Bad Neuenahr) war ein deutscher Chemiker und Manager.

## Leben
Nachdem Paul Esselmann 1916 an der Leibnizschule Hannover das Abitur erlangt hatte, nahm er als Kriegsfreiwilliger am Ersten Weltkrieg teil. Er wurde schwer verwundet und erreichte den Dienstgrad eines Vize-Feldwebels der Reserve. 1918 begann er das Studium der Chemie an der Technischen Hochschule Hannover. Im selben Jahr wurde er Mitglied der Burschenschaft Cheruscia Hannover, die nach dem Zweiten Weltkrieg in der Hannoverschen Burschenschaft Teutonia aufgegangen ist. Am 1. Dezember 1920 schloss er das Studium als Dipl.-Ing. ab.
Am 13. Januar 1921 trat Esselmann als Chemiker in die Fabrik Premnitz der Köln-Rottweil AG ein und arbeitete zunächst über Adrenalinabkömmlinge. Am 24. Mai 1922 wurde er in Hannover zum Dr.-Ing. promoviert. Als stellvertretender Betriebsleiter des Schwefelkohlenstoffbetriebes entwickelte er ein neues Verfahren zur Herstellung von Kohlenstoffdisulfid und arbeitete über Cellulose-Regeneratfasern und Kunstseide, seit November 1927 als Leiter des wissenschaftlichen Laboratoriums. Nach der Eingliederung der Köln-Rottweil AG in die I. G. Farben wurde er im März 1929 nach Wolfen versetzt, wo er zunächst die Viskose-Kunstseidebetriebe reorganisierte. Zudem verantwortete er ähnliche Fabrikationsprozessumstellungen wie in Wolfen in Premnitz, Rottweil, Bobingen, Dormagen, und Berlin-Lichtenberg. 1930 wurde er Handlungsbevollmächtigter und 1932 Prokurist. Von 1934 bis 1936 war er in Wolfen für den Bau und die Betriebsleitung der Zellwolle- und Zellstoffbetriebe zuständig. Der Zellwollbetrieb mit 80 Tagestonnen und der auf Buchenholz basierende Zellstoffbetrieb mit 100 Tagestonnen waren damals die größten Anlagen weltweit. Bei der Überführung der Herstellung der ersten vollsynthetischen Faser der Welt auf Basis nachchlorierten Polyvinylchlorids, der sog. PE-CE-Faser, in die Großfabrikation war er maßgeblich. Zudem wirkte er in der Versuchsanlage zur Herstellung von Perlon-Seide und Perlon-Faser mit. Im April 1937 erfolgte seine Ernennung zum Direktor.
Im Sommer 1945 wurde Esselmann zum Leiter der Filmfabrik Wolfen ernannt. Er war der einzige Vorkriegsdirektor, der nach dem Krieg in Wolfen blieb. Unter seiner Führung entwickelten sich in der frühen Nachkriegszeit die Wolfener Produkte zu begehrten Exportartikeln der jungen DDR, sowohl in den Ostblock als auch in westliche Staaten. Innerhalb weniger Jahre erreichte er den Vorkriegsproduktionsstand, wobei es ihm gelang, die Balance zwischen teilweise unerfüllbaren Befehlen der sowjetischen Generaldirektion und den Forderungen der Gewerkschaft und der SED-Betriebsparteiorganisation zu finden. Im Februar 1950 wurde er vom Werk zum Nationalpreis vorgeschlagen. Nachdem er die Annahme des Nationalpreises abgelehnt hatte, setzte er sich im März 1951 mit seiner Familie in den Westen ab und ging nach São Paulo, wo er in Santo Amaro für Indústrias Reunidas Fábricas Matarazzo (IRFM), den Konzern des Conde Francisco Matarazzo Júnior, eine Kunstseidefabrik baute.
Am 16. Dezember 1953, mit der Entlassung der Dynamit Nobel AG aus der alliierten Kontrolle, wurde Esselmann zu deren Vorstandsmitglied ernannt und 1958 bestätigt. Zusammen mit Fritz Gajewski weihte er 1956 in Troisdorf das von Paul Schaeffer-Heyrothsberge entworfene neue Verwaltungsgebäude an der Kaiserstraße/Kölner Straße ein, das erste Hochhaus im Siegkreis. Mit Erreichen der Altersgrenze trat er 1962 in den Ruhestand ein. Als Vorstand der Dynamit Nobel AG war er Aufsichtsratsmitglied der Chemische Werke Witten GmbH in Witten und Beiratsmitglied der Dynamit Nobel Saarwellingen GmbH in Saarwellingen und der Dynarohr-Werk GmbH in Mülheim an der Ruhr.

## Familie
Paul Esselmann war der Sohn von Johann Peter Esselmann und Charlotte Emilie Caroline Esselmann geb. Brüggemann. Am 30. August 1922 heiratete er Dorothea Margareta Zastrow (1896–1992). Aus der Ehe gingen drei Kinder hervor, Jürgen Max Johann (1923–2006), Gisela Maria Karoline (1927–1935) und Helga Dorothea (1936–2019).

## Schriften
- Über Chlormetylketone einiger Naphthalinabkömmlinge und des Phenanthrens, 1922 (Dissertation Technische Hochschule Hannover)
- Process for the continuous purification of crude carbon disulphide, 1925, Patent US 1728686 A (zusammen mit Eberhard Legeler)
- Das System Schwefelsäure-Natriumsulfat-Wasser. In: Zeitschrift für anorganische und allgemeine Chemie Band 157, 1926, A. 290–298
- Reduction of the swelling capacity of hydrated cellulose and the resulting product, 1928, Patent US 1737760 A (zusammen mit Claus Heuck)
- Manufacture of artificial silk, 1934, Patent US 2059632 A (zusammen mit Karl Kösslinger)
- Textile material, 1937, Patent US 2246511 A (zusammen mit Joseph Düsing und Karl Kösslinger)
- Process of treating textile materials, 1937, Patent US 2261240 A (zusammen mit Joseph Düsing und Karl Kösslinger)
- Process of producing artificial staple fibers resembling wool, 1937, Patent US 2254777 A (zusammen mit Fritz Davidshofer)
- Process of producing insoluble condensation products containing sulphur and nitrogen, 1937, Patent US 2208095 A (zusammen mit Joseph Düsing und Karl Kösslinger)
- Synthetic resinous composition, 1938, Patent US 2220441 A (zusammen mit Joseph Düsing)
- Production of resins from alkyleneimine with arylisocyanates, 1938, Patent US 2257162 A (zusammen mit Joseph Düsing)
- Process for improving the dyeing properties of artificial fibers, foils, films, ribbons, and the like, and products obtained therefrom, 1938, Patent US 2231890 A (zusammen mit Joseph Düsing)
- Crimping device, 1939, Patent US 2156723 A (zusammen mit Karl Kösslinger und Paul Saffert)
- Synthetic resin stable against dilute acids and alkalies, 1939, Patent US 2257163 A (zusammen mit Joseph Düsing)
- Verfahren zum Herstellen von Fäden, Bändern, Filmen, Schläuchen und ähnlichen Gebilden, 1954, Patent DE 1111339 B (zusammen mit Hermann Fischer, Michael Wienand, Adolf Ristau)